# Olof Jonae
Olof Jonae eller Olof Jonsson var en svensk amatörorgelbyggare och organist i Arboga och Stora Mellösa. Han nämns 1647 som orgelreparatör i Strängnäs domkyrka och var verksam fram till 1690-talet i Västmanland och Närke.

## Orgelverk
| År         | Ursprunglig kyrka   | Stift     | Bild | Manualer | Pedal | Stämmor | Bevarad orgel/fasad | Övrigt |
| ---------- | ------------------- | --------- | ---- | -------- | ----- | ------- | ------------------- | --- |
| 1667–1673  | Torshälla kyrka     | Strängnäs |      |          |       |         | Nej/Nej             | En ny orgel byggdes 1744 av Daniel Stråhle.                                                                                      |
| 1679       | Sköllersta kyrka    | Strängnäs |      | 1        |       | 8       | Nej/Nej             | Orgel kostade 450 daler. Orgeln var omkring år 1773 förfallen. En ny orgel byggdes 1836 av Johan Samuel Strand, Västra Vingåker. |
| 1682       | Kumla kyrka, Närke  | Strängnäs |      |          |       | 9       | Nej/Nej             | Kyrkan revs 1828 och en ny orgel byggdes 1842 av Pehr Gullbergson, Lillkyrka.                                                    |
| 1680-talet | Hammars kyrka       | Strängnäs |      |          |       | 3       | Nej/Nej             | En ny orgel byggdes 1753 av Jonas Gren och Petter Stråhle, Stockholm.                                                            |
| 1691       | Köpings kyrka       | Västerås  |      |          |       |         |                     | Byggde till ett ryggpositiv. |
| 1693       | Ljusnarsbergs kyrka | Västerås  |      |          |       |         |                     | |

### Reparationer
| År   | Ursprunglig kyrka  | Stift     | Bild | Manualer | Pedal | Stämmor | Bevarad orgel/fasad | Övrigt |
| ---- | ------------------ | --------- | ---- | -------- | ----- | ------- | ------------------- | ------ |
| 1647 | Strängnäs domkyrka | Strängnäs |      |          |       |         |                     |        |